# Аустрија на Светском првенству у атлетици на отвореном 2022.
Аустрија је на 18. Светском првенству у атлетици на отвореном 2022. одржаном у Јуџину  од 15. до 25. јула учествовала осамнаести пут, односно учествовала је на свим првенствима до данас. Репрезентацију Аустрије су представљала 3 атлетичара (1 мушкарац и 2 жене) који су се такмичили у 3 дисциплине (1 мушка и 2 женске). , .
На овом првенству такмичари Аустрије нису освојили ниједну медаљу нити су остварили неки резултат.

## Учесници
| Мушкарци: - Лукас Вајсхајдингер — Бацање диска | Жене: - Сузан Вали — 400 м - Викторија Хадсон — Бацање копља |  |

## Резултати

### Мушкарци
| Атлетичар           | Дисциплина   | Лични рекорд | Квалификације | Квалификације | Полуфинале | Полуфинале | Финале   | Финале       | Детаљи |
| Атлетичар           | Дисциплина   | Лични рекорд | Резултат      | Место         | Резултат   | Место      | Резултат | Место        | Детаљи |
| ------------------- | ------------ | ------------ | ------------- | ------------- | ---------- | ---------- | -------- | ------------ | ------ |
| Лукас Вајсхајдингер | Бацање диска | 69,11 НР     | 66,51 КВ      | 2. у гр. Б    |            |            | 63,98    | 10 / 29 (30) |        |

### Жене
| Атлетичарка      | Дисциплина   | Лични рекорд | Квалификације | Квалификације | Полуфинале | Полуфинале | Финале                | Финале       | Детаљи |
| Атлетичарка      | Дисциплина   | Лични рекорд | Резултат      | Место         | Резултат   | Место      | Резултат              | Место        | Детаљи |
| ---------------- | ------------ | ------------ | ------------- | ------------- | ---------- | ---------- | --------------------- | ------------ | ------ |
| Сузан Вали       | 400 м        | 51,52        | 52,18 кв      | 4. у гр. 1    | 52,37      | 8. у гр. 2 | Нису се квалификовале | 23 / 43      |        |
| Викторија Хадсон | Бацање копља | 64,68 НР     | 54,05         | 11. у гр. А   |            |            | Нису се квалификовале | 23 / 27 (29) |        |